# Henry Louis Gates
Henry Louis Gates Jr. (16 de septiembre de 1950) es un crítico literario estadounidense, profesor, historiador, cineasta e intelectual que actualmente es catedrático de la Universidad Alphonse Fletcher y director del Hutchins Center for African and African American Research de la Universidad de Harvard. Descubrió las que se consideran las primeras obras literarias conocidas de escritores afroamericanos, y ha publicado numerosos artículos sobre cómo apreciar la literatura afroamericana como parte del canon occidental.
Además de producir y presentar series anteriores sobre la historia y la genealogía de figuras estadounidenses destacadas, desde 2012 Gates ha sido el presentador durante cuatro temporadas de la serie Finding Your Roots en PBS. Combina el trabajo de investigadores expertos en genealogía, historia e investigación histórica sobre genética para contar a sus invitados las vidas e historias de sus antepasados.
Participó en la refutación de la polémica tesis del académico neoyorquino Leonard Jeffries de que los judíos habían tenido un papel determinante en la trata de negros y en su explotación como esclavos en las plantaciones del sur de Estados Unidos, una idea que fue adoptada y difundida por el grupo afroamericano Nación del Islam. Gates, junto con otras prominentes figuras del mundo negro norteamericano, consideró la tesis de Jeffries históricamente fantasiosa y profundamente antisemita. Publicó un artículo en The New York Times de gran impacto titulado Black Demagogues and Pseudo-Scholars ('Demagogos negros y pseudo-expertos') en el que afirmaba que la acusación relativa a la trata no estaba fundada sobre ningún argumento serio.